# Villalobar de Rioja
Villalobar de Rioja – gmina w Hiszpanii, w prowincji La Rioja, w La Rioja, o powierzchni 10,94 km². W 2011 roku gmina liczyła 68 mieszkańców.